# パクワチ県
パクワチ県（パクワチけん、英語: Pakwach District）はウガンダ北西部の県のひとつ。地域区分では北部地域、歴史的区分では西ナイル地方に属する。県都は同名のパクワチ。県南部はアルバート湖およびコンゴ民主共和国と接している。
人口は17万人程度（2017年推計）。

## 歴史
2017年7月1日にネビ県より分離発足。